# L'Abeille canadienne (1818-1819)
Ne doit pas être confondu avec L'Abeille canadienne (1833-1834).
Pour les articles homonymes, voir L'Abeille.
L'Abeille canadienne est un journal fondé en 1818 par Henri-Antoine Mézière qui a pour but de « piquer l'intérêt du public pour les sciences et la littérature ».
C'est un bimensuel dont le premier numéro paraît le 1er août 1818. Il reprend principalement le contenu de périodiques français, entre autres La Ruche d’Aquitaine, fondée à Bordeaux par Edmond Géraud le 1er juillet. Le journal ne dure que six mois, jusqu'au 15 janvier 1819. 
À noter qu'à l'époque, le mot « Canadien » désigne spécifiquement la nation canadienne française. 